# You Xie
Te Xie (謝盛友) (Hajnan, Kína, 1958. október 1. –) német politikus, az Európai Parlament 2019-es választási jelöltje, újságíró és kínai származású szerző.
2010-ben You Xie-t a "Southern 100 Week News" a "Top 100 kínai közéleti értelmiség" közé választotta. 2013. április 20-án a bambergi Bajor Keresztényszociális Unió (CSU) tagjai Xie-t választották a megyei igazgatóságba. 220 szavazatból 141-et kapott, ez az összes megyei igazgatósági tag legjobb eredménye. 2014-ben Xie-t a CSU összes jelöltje alapján a legtöbb szavazattal Bamberg városi tanácsába választották. 2014-ben Xie-t a CSU összes jelöltje alapján a legtöbb szavazattal Bamberg városi tanácsába választották.
Xie az Európai Kínai Írók Szövetségének alelnöke és feleségével, Shenhua Xie Zhang-nal él Bambergben, ahol a China Fan snackbárt vezeti. 2010 óta német állampolgár.

## Művei (válogatás)
- Als Chinese in Bamberg, Erich Weiß Verlag, Bamberg, 2013, ISBN 978-3-940821-28-7
- 微言德国, Deutschland betrachten (1. bis 4. Band), China Fan Verlag, Bamberg, 2001, ISBN 3-00-007430-9
- Identität,Integrität, Integration, Serie in European Chinese News, Ausgabe Dezember 2010 ff.
- 主编《那片热土》, 旅德中华学术联谊会出版,  Göttingen, 1996
- 主编《東張西望:看歐洲家庭教育》,  新銳文創,  Taipeh, 2011, ISBN 9789866094057
- 主编《歐洲綠生活：向歐洲學習過節能、減碳、廢核的日子》,  釀出版, Taipeh, 2013, ISBN 9789865871475

## Díjai
- Preis der Tageszeitung Central Daily News, Tajpej 1994
- Sieger des internationalen Literaturwettbewerbs chinesischer Sprache PIAOMU  (Essay), Nanking 2014  [1]
- Sieger des internationalen Literaturwettbewerbs chinesischer Sprache Lotus (Poesie), Peking 2016 [2]